# Chapetones
Os chapetones eram colonos criados na Espanha, porém, viviam na América, ocupavam os principais cargos administrativos, militares e religiosos, também representavam o interesse político-administrativo da Coroa Espanhola nas terras do continente americano. Os chapetones, também chamados de Peninsulares, ocupavam os altos e rendosos cargos da administração política e eclesiástica, também eram proprietários de minas e fazendas. O prestígio e as responsabilidades dirigidas aos chapetones só eram possíveis para aqueles que tivessem nascido na Espanha.
Os filhos dos chapetones, que fossem fruto de duas pessoas brancas, eram  chamados de criollos e possuiam uma condição econômica abastada e podiam ser comerciantes, também podiam possuir a propriedade de terras e a exploração da força de trabalho nativa e escrava. Mas a sua atuação política ficava restringida por não terem nascido na Espanha e sua ação se restringia nas câmaras locais.
No final do século XVIII, a opressão espanhola sobre a América se intensificou. Para sustentar as guerras em que se envolveu, a monarquia espanhola aumentou os impostos nas colônias. No último quartel do século XVIII, as colônias enviaram para a Espanha cerca de 10 milhões de pesos por ano em impostos.